# Parasuta flagellum
Parasuta flagellum là một loài rắn trong họ Rắn hổ. Loài này được Mccoy mô tả khoa học đầu tiên năm 1878.

## Hình ảnh

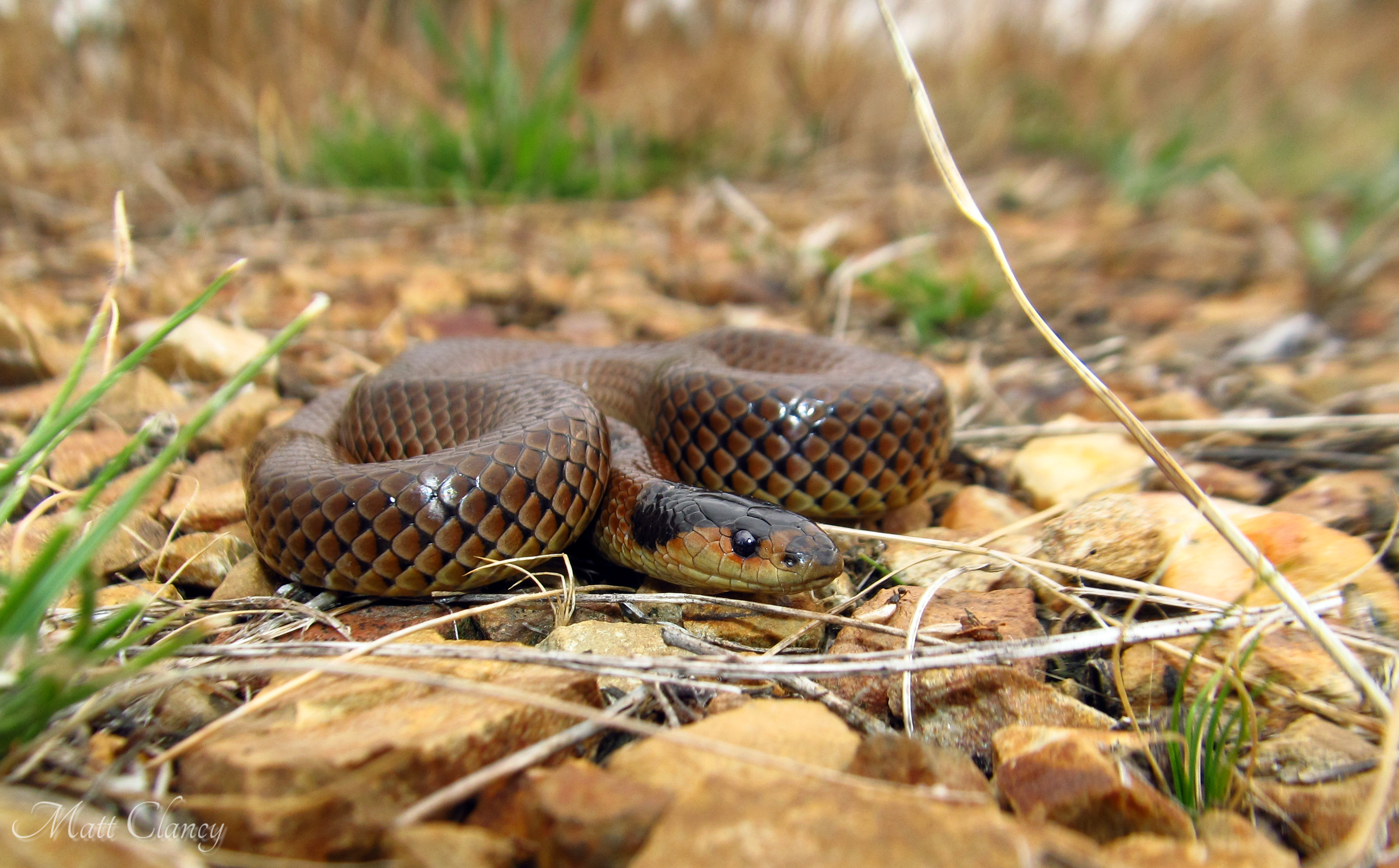
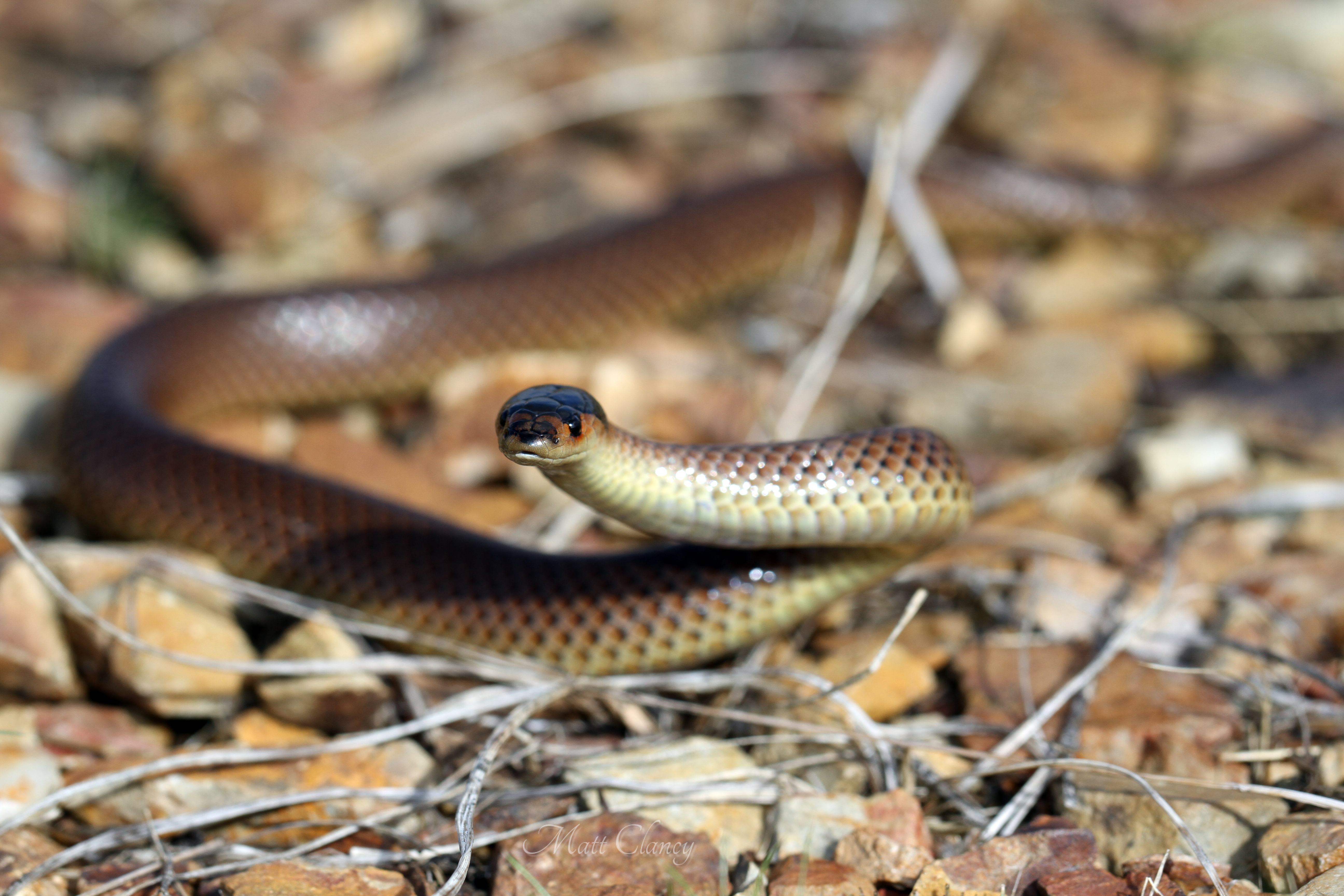
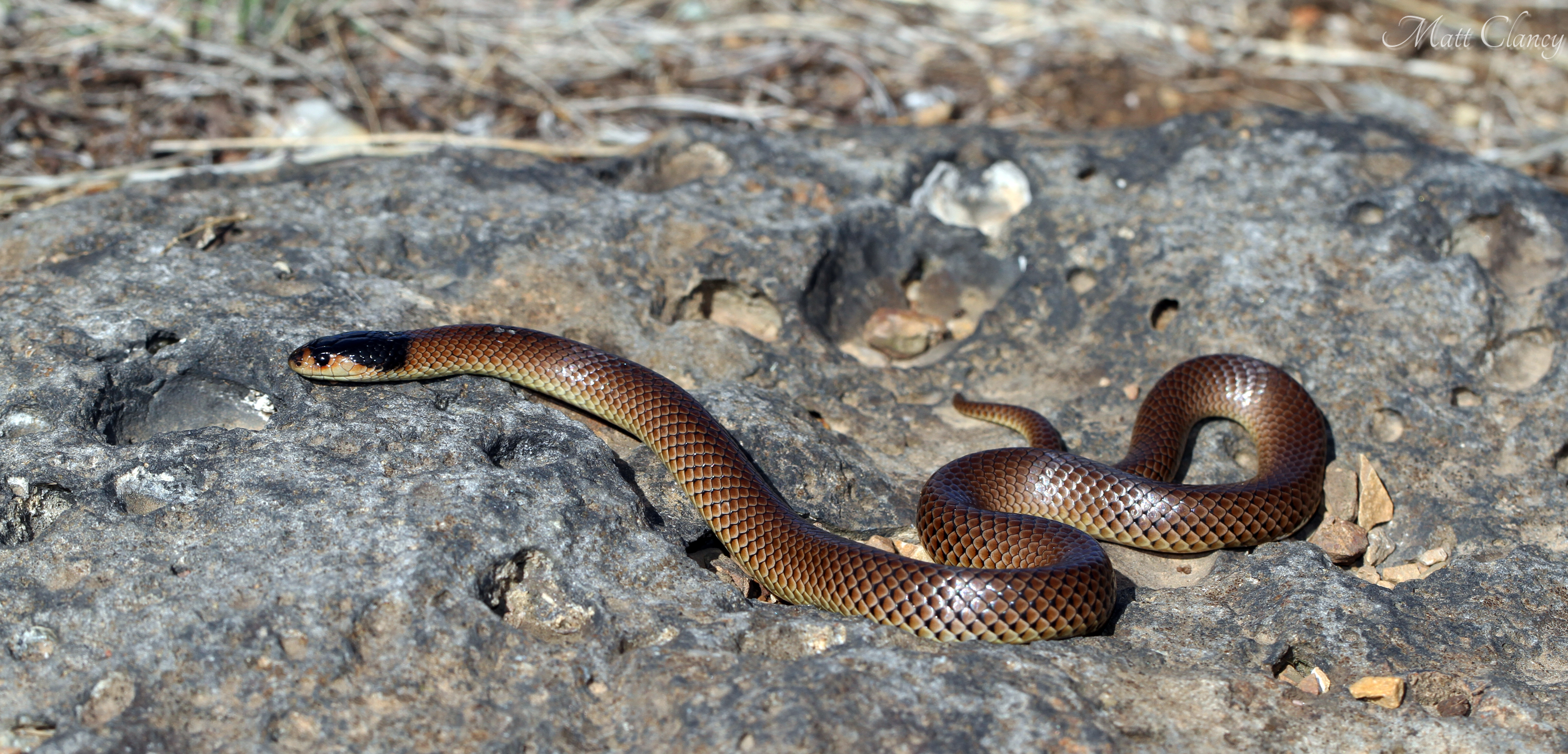
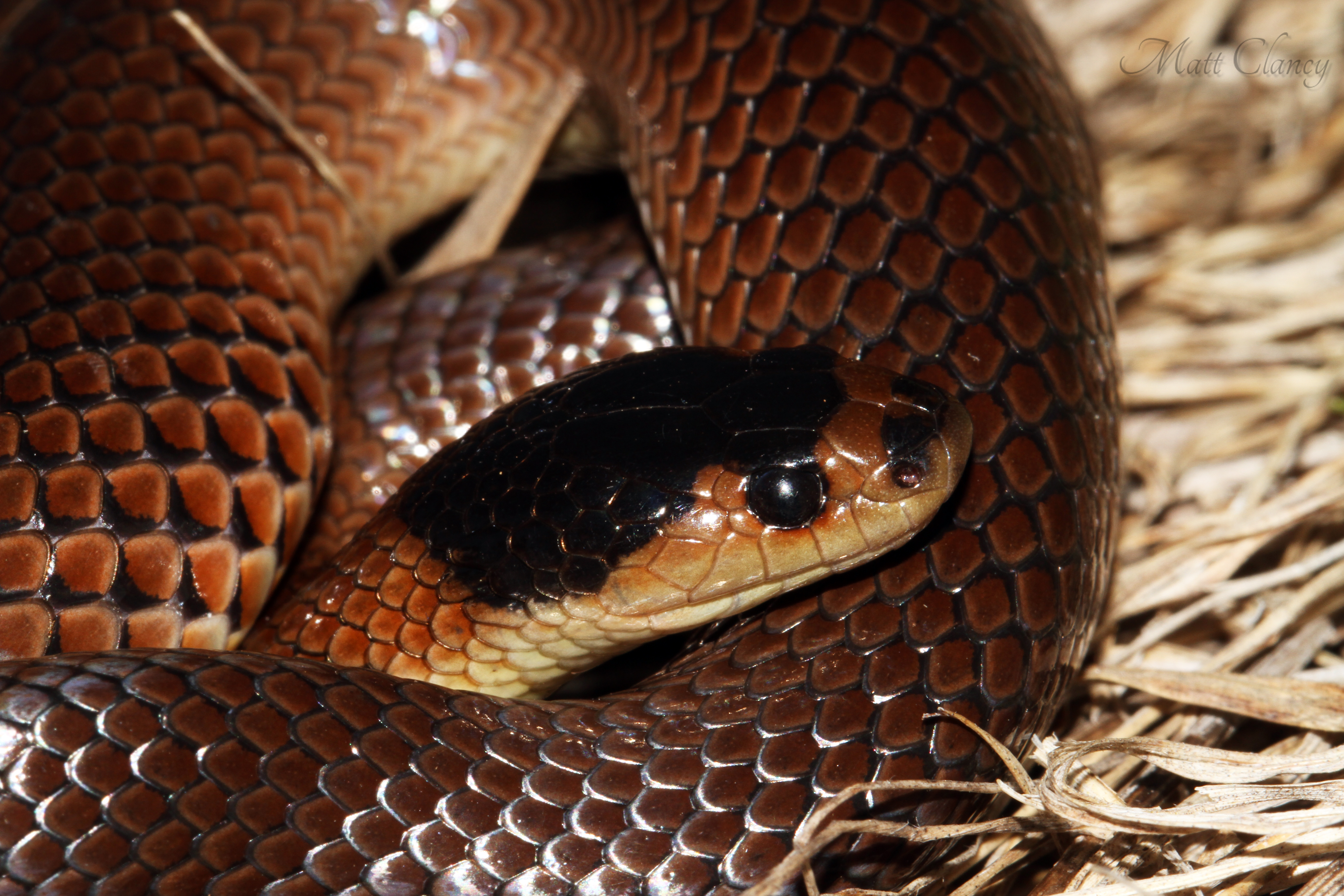